# Ceraclea breviramosa
Ceraclea breviramosa là một loài Trichoptera trong họ Leptoceridae. Chúng phân bố ở miền Cổ bắc.